# Karang Penang Onjur
Karang Penang Onjur is een bestuurslaag in het regentschap Sampang van de provincie Oost-Java, Indonesië. Karang Penang Onjur telt 7451 inwoners (volkstelling 2010).